# Ермак, Валерий Фёдорович
Валерий Фёдорович Ермак (укр. Валерій Федорович Єрмак; 24 ноября 1942, Богаевка, Саратовская область — 26 декабря 2013, Симферополь) — крымский политик, руководитель Симферополя на протяжении шестнадцати лет (1990—2006). Депутат Верховного Совета АРК V созыва (2006—2010).
Доктор экономических наук. Член-корреспондент крымского отделения Академии строительства Украины (1996). Член Международной академии менеджмента (1997). Член Союза дизайнеров Украины (2001). Лауреат премии Ассоциации национальных обществ народов Крыма и Крымского республиканского фонда культуры (1996). Почётный гражданин Симферополя.

## Биография
Окончил школу с золотой медалью. В 1962 году работал плотником мехколонны № 36 в Симферополе. Закончил Севастопольский приборостроительный институт (1963—1969). С 1966 года по 1969 года работал в симферопольском Государственном институте по проектированию градостроительства (Гипроград) на таких должностях как техник-конструктор, инженер-конструктор и старший архитектор. С 1969 года по 1970 год проходил службу в рядах Вооружённых сил СССР. Затем трудился в кемеровском Главкузбасстрое, заводе крупнопанельного домостроительного треста «Симферопольпромстрой» и херсонском «Облмежколхозстрое», симферопольских заводах «Крымжелезобетон» и «Укрводжелезобетон». Имел отношение к строительству многоэтажного жилья на улице Маршала Жукова.
Избирался депутатом грэсовского поселкового совета. В июле 1987 года стал членом симферопольского городского совета народных депутатов, где занимал в течение пяти лет такие должности как заместитель, первый заместитель председателя и председатель исполнительного комитета. С 1993 года по 1995 год являлся председателем исполкома симферопольского горсовета.
В сентябре 1995 года Ермак был избран жителями города председателем симферопольского городского совета. В марте 1998 года на выборах стал городским головой Симферополя. В 2002 году на выборах городского головы Ермак вновь занял должность градоночальника набрав 53 тысячи голосов жителей. Перед голосованием в пользу Ермака снялись кандидаты Сергей Шувайников и Александр Рябков. Кандидатуру Ермака поддержала редакция «Крымской правды», а также ректор ТНУ Николай Багров, председатель правления завода «Фиолент» Александр Баталин, Герой СССР Константин Усенко и народный артист Украины Анатолий Новиков.
Членами Коммунистической партии Ермак подозревался в коррупционных связях с компанией «Консоль ЛТД». В феврале 2005 года во время заседания симферопольского горсовета депутат Валерий Иванов от Прогрессивной социалистической партии перерубил кухонным топором провода от электронного табло для голосования. Причиной данного поступка послужил отказ Ермака ставить вопрос о выделении земельных участков в открытом режиме. В июне 2005 года фракция коммунистов в симферопольском горсовете потребовала отставки Ермака в связи с выделением земельных участков на бульваре Франко. Спустя пару месяцев КПУ собрало более 50 тысяч подписей за отставку Ермака.
Во время его правления была проведена реконструкцию аэропорта, железнодорожного вокзала и станции Симферополь, а также была выделена земля под строительство соборной мечете на улице Ялтинской. Ермак являлся сторонником принятия закона «О статусе столицы Автономной Республики Крым», который был принят крымским парламентом. В честь 80-летия газеты «Крымская правда» переименовал улицу Оранжеренйную в улицу Крымской правды. Во время его руководства было восстановлено звание «Почетный гражданин Симферополя». Сам Ермак во время правления городом отказывался от присвоения ему данного звания.
В 2006 году избрался в Верховный Совет АРК V созыва от партии «Союз» (3-й номер в списке). Выступал за отставку председателя парламента Крыма Анатолия Гриценко. В 2010 году прекратил политическую карьеру.
Скончался 26 декабря 2013 года. Летом 2015 года на его могиле на кладбище Абдал был установлен памятник. В феврале 2017 года Казанский сквер у здания горсовета Симферополя был переименован в честь Валерия Ермака.

## Награды и звания
- Почётное звание «Заслуженный строитель Украины» (1997)[17]
- Почётное звание «Заслуженный работник местного самоуправления в Автономной Республике Крым» (2004)
- Орден «За заслуги» III степени (2002)
- Орден «За заслуги» II степени (2004)[18]
- Орден Украинской православной церкви

## Личная жизнь
Женат, имеет дочь. Дочь Наталья является супругой Виктора Агеева, который являлся городским головой Симферополя (2010—2014), а с 2014 года председатель симферопольского горсовета.